# Harry Wilson (1997)
Harry Wilson (* 22. března 1997, Wrexham, Wales, Spojené království) je velšský fotbalový záložník a reprezentant. Momentálně hraje za anglický klub Fulham FC.

## Klubová kariéra
Wilson hrál v mládežnických týmech anglického klubu Liverpool FC. V červenci 2015 byl zařazen do 30členného kádru pro předsezónní tour Liverpoolu v Thajsku, Austrálii a Malajsii.
V srpnu 2015 odešel na hostování do klubu Crewe Alexandra FC. Tam se mu však moc nevedlo, což bylo způsobeno i dlouhodobým zraněním.

## Reprezentační kariéra
V září 2013 odehrál 3 zápasy za velšský mládežnický tým U17. 23. září se jedním gólem podílel na remíze 5:5 s Maďarskem, 25. září nastoupil do utkání se Skotskem (remíza 0:0) a 28. září dvěma góly výrazně přispěl k vítězství 3:0 nad Slovinskem.

### A-mužstvo
Díky svým výkonům ve velšském výběru U17 obdržel v říjnu 2013 poprvé pozvánku od reprezentačního trenéra Chrise Colemana do seniorského národního týmu Walesu. Zápas s Makedonií 11. října strávil ještě na lavičce náhradníků,
za A-mužstvo Walesu nastoupil poprvé 15. října 2013 v kvalifikačním zápase proti Belgii (remíza 1:1), kdy se dostal na hrací plochu v 87. minutě. Tímto se stal nejmladším velšským reprezentantem (ve věku 16 let a 207 dní, čímž překonal o 108 dní dřívějšího držitele rekordu Garetha Balea). Jeho premiéře ve velšském dresu napomohlo rovněž to, že o hráče měla zájem i Anglie (Wales tedy nechtěl ztratit talentovaného mladíka). K jeho debutu ve velšském národním týmu se také váže nevšední zajímavost. Jeho dědeček Peter Edwards si u sázkové kanceláře William Hill v roce 2000 (kdy měl Harry pouhé dva roky) vsadil padesát liber na to, že se Harry jednou stane velšským reprezentantem. Při kursu 1:2 500 bral výhru 125 000 liber.